# Ivan Zemljak
Ivan Zemljak (Zagreb, 15. ožujka 1893. – Zagreb, 1. siječnja 1963.) bio je hrvatski arhitekt.
Jedan od najznačajnijih protagonista moderne arhitekture u Hrvatskoj između dva rata. Riječ je o ključnom nositelju moderne arhitektonske misli u Hrvatskoj i realizatoru „novog prostora“ u našoj sredini. Najznačajniji je kao graditelj škola te je i sam autor više članaka o problemima izgradnje škola i urbanizmu. Njegovi školski objekti postat će jedno od najvrjednijih dostignuća hrvatske međuratne arhitekture. 

## Život i rad
Od 1912. do 1914. godine studira na Tehničkom fakultetu u Grazu, da bi zatim od 1916. do 1920. studirao i diplomirao na Njemačkoj visokoj tehničkoj školi u Pragu. Od 1920. radi kod arhitekta Viktora Kovačića u gradskoj službi, a od 1921. do 1930. zaposlen je u projektnom odjelu gradske uprave u Zagrebu. Od 1939. do 1941. obnašao je funkciju šefa odsjeka za novogradnju. Nakon što je 1950. godine umirovljen, 1953. postaje honorarni suradnik Zavoda za urbanizam NOGZ-a. 
U svom arhitektonskom radu Zemljak je najznačajniji kao graditelj škola. Godine 1930. izvodi škole na Jordanovcu i Selskoj cesti u Zagrebu, oba projekta koja su u to vrijeme jasno iskočila iz tadašnjih arhitektonskih okvira. Na obje škole utjecao je njegov boravak u Nizozemskoj, gdje upoznaje djela J.J.P. Ouda i neoplasticizam (1928.). Iako na početku ostvaruje djela u duhu neoplasticizma, individualni karakter te arhitekture jasno je izražen. Kasnija djela (škola na Knežiji, vrtić na Laščini u Zagrebu) obilježena su miješanjem i pronalaskom sinteze između međunarodnog arhitektonskog stila i našeg regionalnog arhitektonskog izričaja. Zemljak stvara građevine čistih oblika u kojima funkcija i konstrukcija postaju sastavni dio arhitekture. 
Zemljakov interes u velikom se dijelu protezao i na urbanizam pa 1934. radi prijedlog (s Bahovcem) za regulaciju Kaptola u Zagrebu, a 1937. daje prijedlog za novu koncepciju park-groblja Mirogoj u Zagrebu. 

## Arhitektura škola
Zemljak je realizirao nekoliko škola u tada novim urbaniziranim dijelovima Zagreba, koje su svojim sadržajem i namjenom upravo zahtijevale primjenu odgovarajućih suvremenih, funkcionalnih i konstruktivnih načela moderne arhitekture. On tada prekida s tradicijom austrougarskih učilišta reprezentativnih pročelja te svoje objekte gradi prema najnovijim načelima suvremene pedagogije i nove arhitekture. Proučavajući nove pedagoške zahtjeve, on uči na iskustvu zapadnoeuropske „nove škole“, doslovno provodeći načela moderne arhitekture koja može i mora odgovarati svojoj funkciji, ali ne potiskujući niti vlastiti kreativni potencijal. 
Škola na Jordanovcu izvedena je 1930. godine te predstavlja prvu veliku realizaciju novih ideja u području oblikovanja školskoga prostora u našoj moderanoj arhitekturi. Zgrada čistog volumena, pravilinih geometrijskih oblika, samo neznatno podsjeća na kubističku koncepciju, te svoj idejni uzor možda može naći u nizozemskom neoplasticizmu. Ističe se funkcionalna čistoća zgrade koja time u prvom redu naglašava vlastitu namjenu. Zemljak projektira i unutrašnjost zgrade, namještaj, boje i rasvjetu, a posebnu pozornost posvećuje i okolnom pejzažu te kao arhitekt intervenira i hortikulturno oblikuje okolinu. Nažalost, danas je objekt drastično uništen naknadnim intervencijama i u potpunosti devastiran. 
Iste godine nastaje i druga škola, ona na Selskoj cesti u Zagrebu, u osnovi sličan objekt, ali riješen na posve drugačiji način, drugim prostornim elementima, pri čemu se kao glavna razlika u odnosu na prethodnu školu ističe razvedenost iz koje proizlazi i slobodnije oblikovanje. Oba projekta predstavljaju izuzetno vrijedan stvaralački domet te se ubrajaju u sam vrh moderne arhitekture u Hrvatskoj.

## Popis djela:
1. Osnovna škola, Selska cesta 95, Zagreb (1930. – 1931.)
2. Osnovna škola, Jordanovac 108, Zagreb (1930. – 1931.)
3. Osnovna škola, Jakićeva 23, Zagreb (1933., s F. Bahovcem)
4. Vrtić, Laščinska cesta, Zagreb (1935.)
5. Vrtić, Jordanovac, Zagreb (1935.)
6. Osnovna škola Rapska (1938.)
7. Osnovna škola, Knežija, Zagreb (1940.)